# Monte Verde

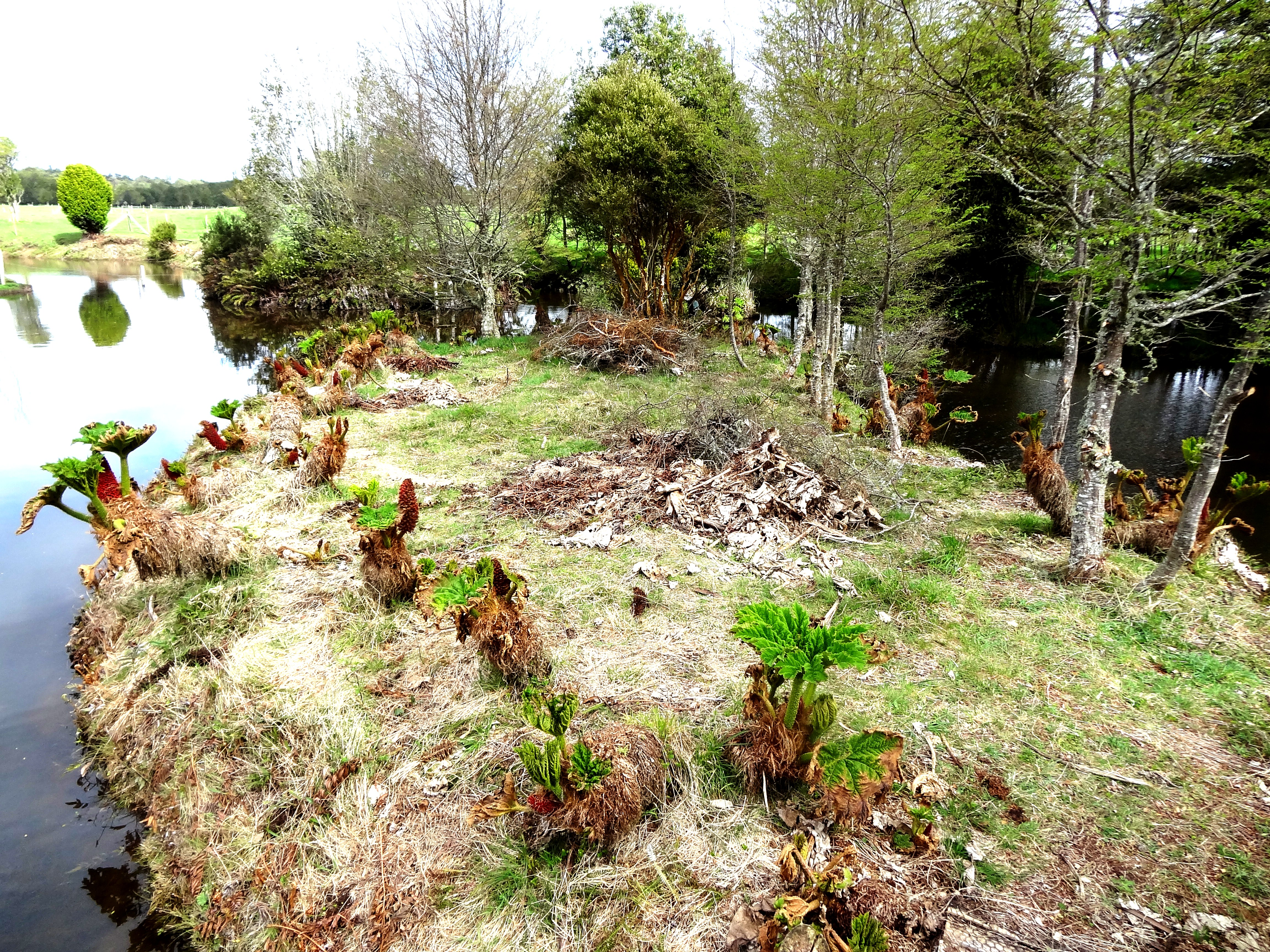
Die Fundstelle 2012, an der Oberfläche ist nur das Landschaftsbild erkennbar, nicht aber archäologische Details

Monte Verde ist ein archäologischer Fundort im südlichen Zentralchile, südwestlich von Puerto Montt. Er gehört zu den ältesten Spuren menschlicher Besiedlung auf dem amerikanischen Kontinent. Als sicher gilt eine 14C-Datierung auf etwa 12.000–14.000 Jahre Before Present, die Ausgräber wollen aber auch menschliche Spuren in 30.000 Jahre altem verkohltem Holz gefunden haben. Schon das gesicherte Alter verschiebt den Beginn der Besiedlung Amerikas durch Paläo-Indianer vor die langjährig als Anfang angenommene Clovis-Kultur ab 11.000 BP, die darüber hinausgehenden Annahmen lassen sich mit der Lehrmeinung über die Siedlungsgeschichte nicht vereinbaren.
Monte Verde wurde 2004 von der Regierung Chiles für die Aufnahme in die Liste des UNESCO-Weltkulturerbes vorgeschlagen.

## Entdeckung und Befund
Die Ausgrabungen von Monte Verde begannen 1977 durch Mario Pino und Tom Dillehay von der Universidad Austral de Chile und wurden von Dillehay 1986/88 publiziert. Der Ausgrabungsort liegt knapp 58 Kilometer entfernt vom Pazifischen Ozean an den Ufern des Chinchihuapi-Flusses, einem Nebenfluss des Rio Maullín. Als eine der wenigen bisher gefundenen prähistorischen Stätten in Amerika unter freiem Himmel wurde Monte Verde konserviert, als das Wasser des Flüsschens bald nach der Besiedlung der Stelle stieg und das resultierende Moor den Zerfall von organischem Material verhinderte. So wurden Artefakte (z. B. Gegenstände) für Jahrtausende konserviert.
Laut Dillehay war der Fundort ein von etwa 20 bis 30 Personen besiedelter Wohnplatz. Eine über sechs Meter lange zeltähnliche Struktur war an den Ufern des Flusses errichtet und mit in den Boden gerammten Baumstämmen und Bohlen umrahmt worden. Die Wände waren aus Pfählen und mit Tierfellen bedeckt. Mit Schilfstricken wurden weitere Felle an die Pfosten gezurrt, um separate Wohnräume zu schaffen. Außerhalb des zeltähnlichen Gebildes befanden sich zwei große Herdstellen für den Gemeinschaftsgebrauch, wahrscheinlich für die Werkzeugherstellung und Kunsthandwerk. Auch jeder der Wohnräume hatte eine mit Lehm umgebene Feuerstelle. Rund um diese Herde wurden viele Steinwerkzeuge und Überreste von verschütteten Samen, Nüssen und Beeren gefunden. Reste von fünfundvierzig verschiedenen essbaren Pflanzensorten wurden in der Siedlung gefunden, über ein Fünftel von ihnen stammte aus einer Entfernung von über 240 Kilometern. Dies ließ vermuten, dass die Leute von Monte Verde als Jäger und Sammler regelmäßig in dem Gebiet umherzogen oder Kontakt zu anderen Gruppen hatten, die in der Nähe dieser Ressourcen lebten. Unter den tierischen Materialien waren Knochen von Mastodons, die den damals im Küstengebiet großflächigen valdivianischen Regenwald besiedelten.
Weitere Funde von dieser Stätte schließen menschliche Koprolithen, einen Fußabdruck (vermutlich von einem Kind) und möglicherweise als Konstruktionsmaterial genutzte Pflanzenfasern ein. Das Alter des Ausgrabungsortes wurde mittels Radiokohlenstoffdatierung aus gefundenen Kohle und Knochen bestimmt.

## Debatte
Die Funde und ihre Interpretation wurden in der Fachwelt von Anfang an kritisiert. Brian Fagan hielt 1991 nicht für sicher, dass Dillehay überhaupt den Nachweis menschlichen Aufenthalts in Monte Verde erbracht habe, die Funde könnten auch durch biologische/physikalische Effekte erklärt werden. Stuart Fidel veröffentlichte 1999 eine umfangreiche Auseinandersetzung mit den Publikationen Dillhays und wies ihm zahlreiche Fehler nach. Nach Debatten setzte sich eine vermittelnde Position durch, die Monte Verde als einen der ältesten Fundorte menschlicher Besiedlung in Amerika und vor Clovis anerkannte. Die Annahme einer Besiedlung der chilenischen Küste per Boot über den Pazifischen Ozean vor 25.000–30.000 Jahren und damit einer Alternative zur Theorie der Besiedlung Amerikas über die Landbrücke Beringia zwischen Sibirien und Alaska am Ende der letzten Eiszeit wird vereinzelt vertreten, ist aber nicht allgemein anerkannt.